# 581 Tauntonia
581 Tauntonia eller 1905 SH är en asteroid i huvudbältet, som upptäcktes 24 december 1905 av den amerikanske astronomen Joel Hastings Metcalf i Taunton. Den är uppkallad efter Taunton i Massachusetts.
Asteroiden har en diameter på ungefär 61 kilometer och tillhör asteroidgruppen Alauda.